# Baiguishan Shuiku
Baiguishan Shuiku är en reservoar i Kina. Den ligger i provinsen Henan, i den centrala delen av landet, omkring 120 kilometer söder om provinshuvudstaden Zhengzhou. Baiguishan Shuiku ligger 97 meter över havet. Arean är 33 kvadratkilometer. Trakten runt Baiguishan Shuiku består till största delen av jordbruksmark. Den sträcker sig 6,6 kilometer i nord-sydlig riktning, och 11,7 kilometer i öst-västlig riktning.
Genomsnittlig årsnederbörd är 819 millimeter. Den regnigaste månaden är september, med i genomsnitt 157 mm nederbörd, och den torraste är januari, med 5 mm nederbörd.